# بوب سميث (سياسي)
بوب سميث (بالإنجليزية: Robert C. Smith)‏ هو رائد أعمال وسياسي أمريكي، ولد في 30 مارس 1941 في ترنتون في الولايات المتحدة. حزبياً، نشط في الحزب الجمهوري.

## مناصب
- في انتخابات مجلس الشيوخ في الولايات المتحدة 1990 [الإنجليزية]‏، انتخب عضو مجلس الشيوخ الأمريكي عن دائرة New Hampshire ‏ وقد انضم خلال فترته النيابية [الإنجليزية]‏ (3 يناير 1991 – 3 يناير 1993) للكتلة البرلمانية الحزب الجمهوري.
- في انتخابات مجلس الشيوخ في الولايات المتحدة 1990 [الإنجليزية]‏، انتخب عضو مجلس الشيوخ الأمريكي عن دائرة New Hampshire ‏ وقد انضم خلال فترته النيابية [الإنجليزية]‏ (3 يناير 1993 – 3 يناير 1995) للكتلة البرلمانية الحزب الجمهوري.
- في انتخابات مجلس الشيوخ في الولايات المتحدة 1990 [الإنجليزية]‏، انتخب عضو مجلس الشيوخ الأمريكي عن دائرة New Hampshire ‏ وقد انضم خلال فترته النيابية [الإنجليزية]‏ (3 يناير 1995 – 3 يناير 1997) للكتلة البرلمانية الحزب الجمهوري.
- في انتخابات مجلس الشيوخ في الولايات المتحدة 1996 [الإنجليزية]‏، انتخب عضو مجلس الشيوخ الأمريكي عن دائرة New Hampshire ‏ وقد انضم خلال فترته النيابية [الإنجليزية]‏ (7 يناير 1997 – 3 يناير 1999) للكتلة البرلمانية الحزب الجمهوري.
- في انتخابات مجلس الشيوخ في الولايات المتحدة 1996 [الإنجليزية]‏، انتخب عضو مجلس الشيوخ الأمريكي عن دائرة New Hampshire ‏ وقد انضم خلال فترته النيابية (3 يناير 1999 – 3 يناير 2001) للكتلة البرلمانية الحزب الجمهوري.
- في انتخابات مجلس الشيوخ في الولايات المتحدة 1996 [الإنجليزية]‏، انتخب عضو مجلس الشيوخ الأمريكي عن دائرة New Hampshire ‏ وقد انضم خلال فترته النيابية [الإنجليزية]‏ (3 يناير 2001 – 3 يناير 2003) للكتلة البرلمانية الحزب الجمهوري.
- انتخب عضو مجلس النواب الأمريكي عن دائرة New Hampshire's 1st congressional district [الإنجليزية]‏ (3 يناير 1985 – 7 ديسمبر 1990).
- انتخب عضو مجلس الشيوخ الأمريكي عن دائرة نيوهامبشير (7 ديسمبر 1990 – 3 يناير 2003).